# Kurt Mollekens
Kurt Mollekens (Bonheiden, 8 maart 1973) is een Belgisch autocoureur.

## Carrière
Mollekens startte zijn carrière in het formuleracen in 1992. Het eerste jaar in de Formule Ford was meteen een succes. Hij won dat jaar zowel het Nederlandse, Belgische en het Benelux Formule Ford kampioenschap. In 1993 stapte hij over naar het Britse Formule Ford kampioenschap en werd derde in de eindstand. In 1994 reed hij in de Formula Opel Euroseries.
In 1995 en 1996 reed hij het Britse Formule 3-kampioenschap. In 1996 won hij de prestigieuze Masters of Formula 3 op het Circuit Park Zandvoort. In 1997 en 1998 reed hij met zijn eigen KTR-team in het Formule 3000 kampioenschap. Het eerste jaar finishte hij twee keer op een top-zes plaats en eindigde met drie punten op zeventiende plaats in de eindstand. Een jaar later werd hij tweede op de Autodromo Enzo e Dino Ferrari na winnaar Jason Watt en eveneens tweede op de Circuit de Catalunya na winnaar Juan Pablo Montoya. Hij eindigde op een zesde plaats in de stand. Na dat jaar verliet hij het kampioenschap als rijder en ging verder als teameigenaar.
Nadat hij het formuleracen verlaten had als rijder zette hij zijn carrière als autocoureur voort in diverse touringcar kampioenschappen. Hij werd tweede in het Belgische Procar kampioenschap in 1999. Hij won de 24 uur van Spa-Francorchamps in 2000 en 2009. 